# 王秀兰 (短道速滑运动员)
王秀兰（1971年11月24日—），中国女子短道速滑运动员。她参加了1992年冬季奥林匹克运动会和1994年冬季奥林匹克运动会。她也曾在亚洲冬季运动会上获得三枚金牌。